# 卧虎湾街道
卧虎湾街道是中华人民共和国山西省大同市平城区下辖的一个街道。

## 建置沿革
- 2021年3月，设立卧虎湾街道。以原新华街街道的拥军路、桥西、山橡、鸿浩嘉园、新华北街5个社区居委会，原马军营乡的陈庄村委会为卧虎湾街道的行政区域。[2]
- 2021年6月9日，成立1个社区（西苑）,将新华北街社区名称变更为城北社区，同时按照人口和面积科学合理划分社区管理服务区域。[3]

## 行政区划
卧虎湾街道下辖拥军路、桥西、山橡、鸿浩嘉园、新华北街5个社区居委会和陈庄村委会。
2021年6月9日卧虎湾街道优化调整后设1个村（陈庄村）6个社区（拥军路、桥西、山橡、鸿浩嘉园、城北、西苑）。